# منطقه تاریخی ماریمونت
منطقه تاریخی ماریمونت (به انگلیسی: Mariemont Historic District) یک بافت تاریخی و شهرک در ایالات متحده آمریکا است که در Mariemont واقع شده‌است.

## معماران
معمارانی که در ماریمونت کار می‌کنند عبارت هستند از لوئیس جالید، رابرت رادز مک گودوین، جک ای. هودل و ریپلی و لی بوتیلیر.